# Acraea leucopyga
Acraea leucopyga är en fjärilsart som beskrevs av Aurivillius 1904. Acraea leucopyga ingår i släktet Acraea och familjen praktfjärilar. Inga underarter finns listade i Catalogue of Life.